# Глід пірчастий
Глід пірчастий (Crataegus pinnatifida) — вид квіткових рослин із родини трояндових (Rosaceae).

## Біоморфологічна характеристика
Це листопадне дерево до 6 метрів заввишки, з колючками 1–2 см чи іноді без колючок. Гілочки пурпурувато-коричневі молодими, сірувато-коричневі старішими, незабаром майже голі чи голі молодими. Листки: ніжки листків 2–6 см, голі; пластина темно-зелена зверху, широко яйцювата чи трикутно-яйцювата, рідше ромбо-яйцювата, 5–10 × 4–7.5 см, низ рідко запушений уздовж жилок, верх блискучий, основа зрізана чи широко клиноподібна, з 3–5 парами часточок, край різко неправильно 2-пилчастий, верхівка коротко загострена. Суцвіття — багатоквітковий щиток, 4–6 см у діаметрі. Квітки ≈ 1.5 см у діаметрі; чашолистки трикутно-яйцюваті, 4–5 мм, обидві поверхні голі; пелюстки білі, зворотно-яйцюваті чи майже округлі, 7–8 × 5–6 мм; тичинок 20. Яблука темно-червоні, майже кулясті чи грушоподібні, 1–2.5 см у діаметрі, голі; чашолистки стійкі. Період цвітіння: травень і червень; період плодоношення: серпень і вересень.

## Ареал
Зростає в східній Азії — далекий схід Росії, східний Китай, Корея.
Росте серед чагарників, схилів, також культивується; на висотах 100–2000 метрів.
В Україні вид росте у садах і парках — на всій території.

## Використання
Плоди вживають сирими чи вареними чи сушать. М'якуш має кислий смак з легкою гіркотою. У Кореї його використовують для лікування здуття живота, болю, діареї та для виклику менструації. Сушені плоди є альтераторним, протискорбутичним, протизапальним, проносним, стимулювальним і шлунковим засобом. Корінь використовують для лікування нудоти та блювоти. Вид використовується для деревини.

## Галерея

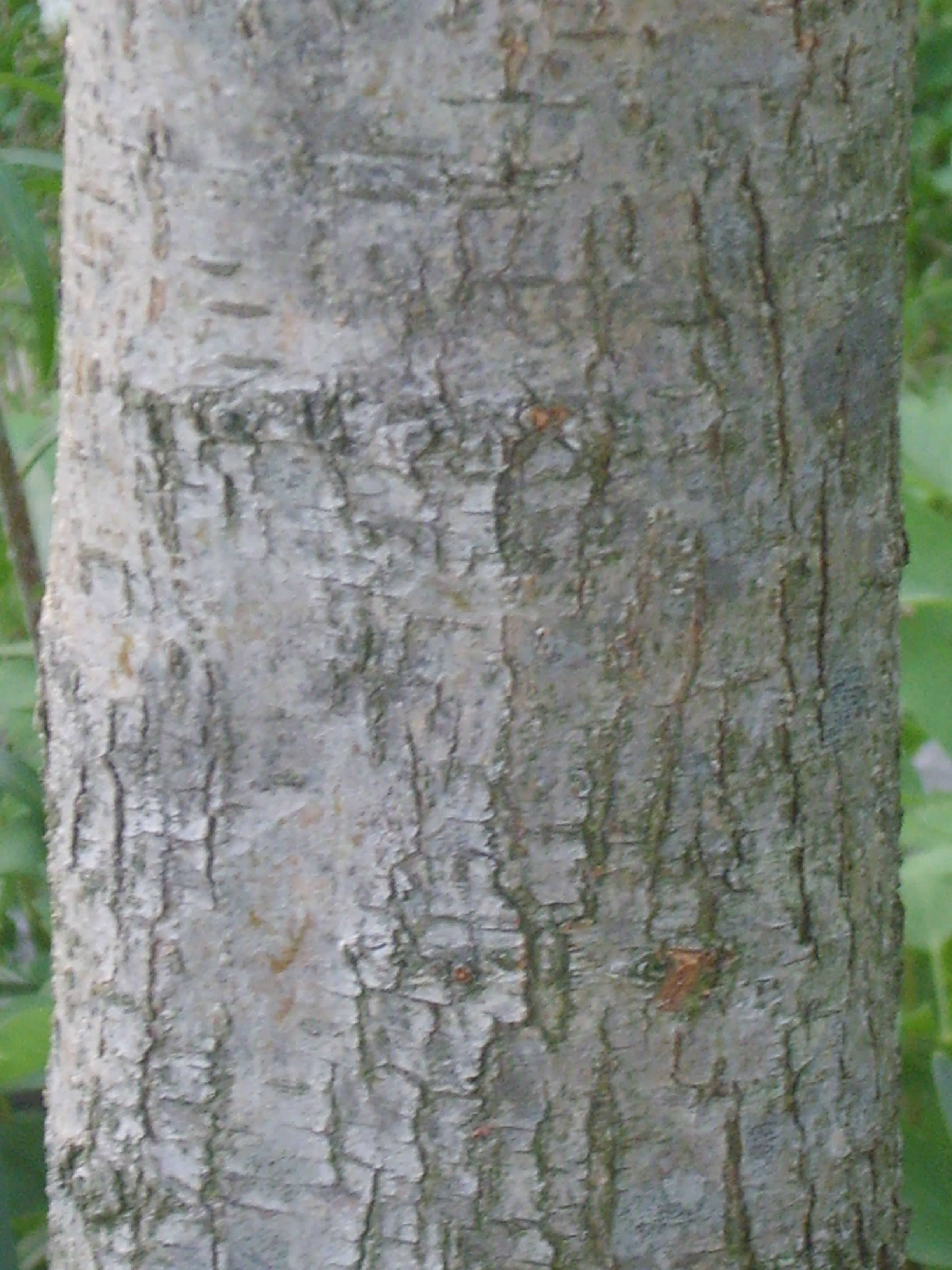
стовбур
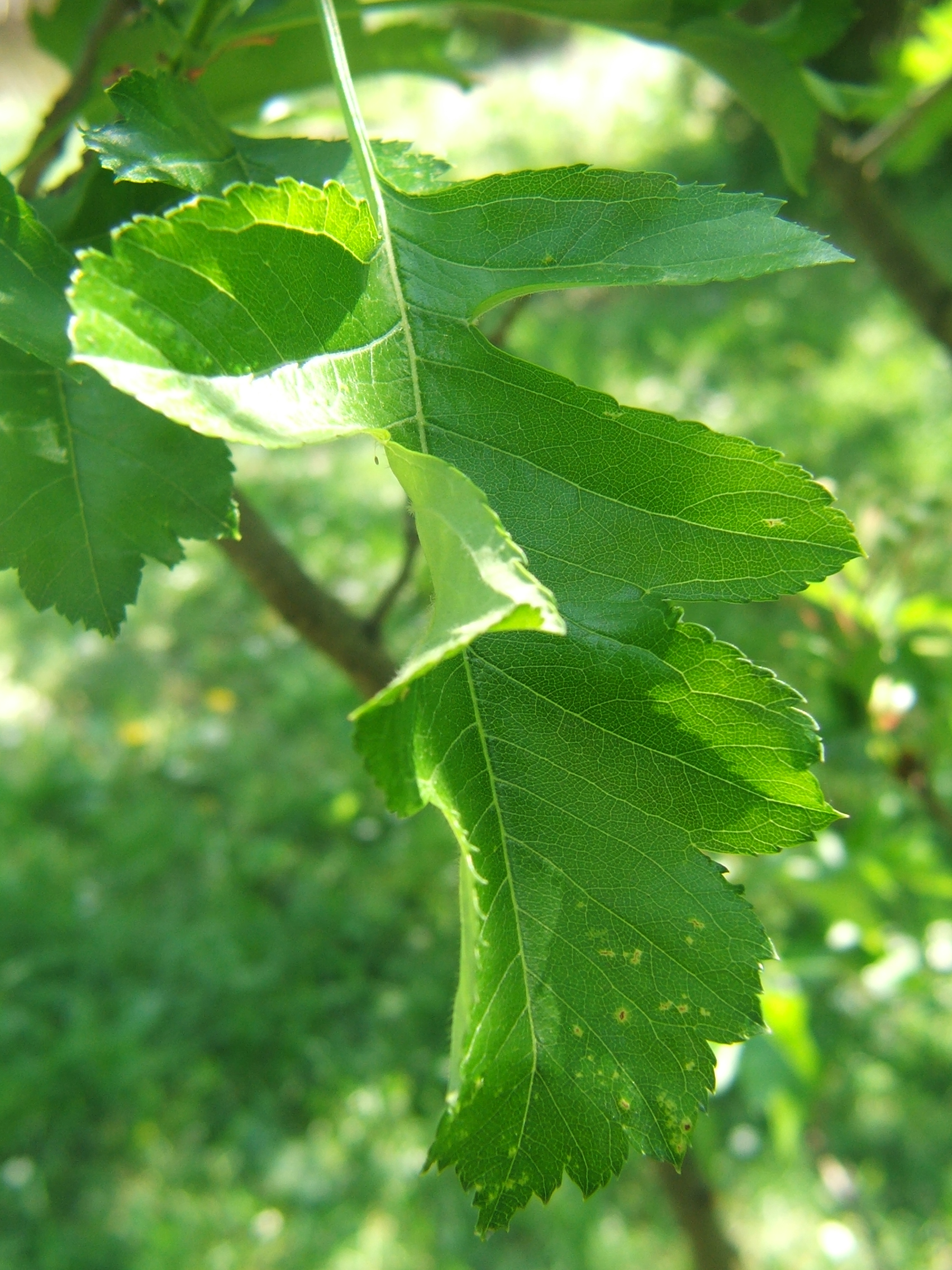
листки
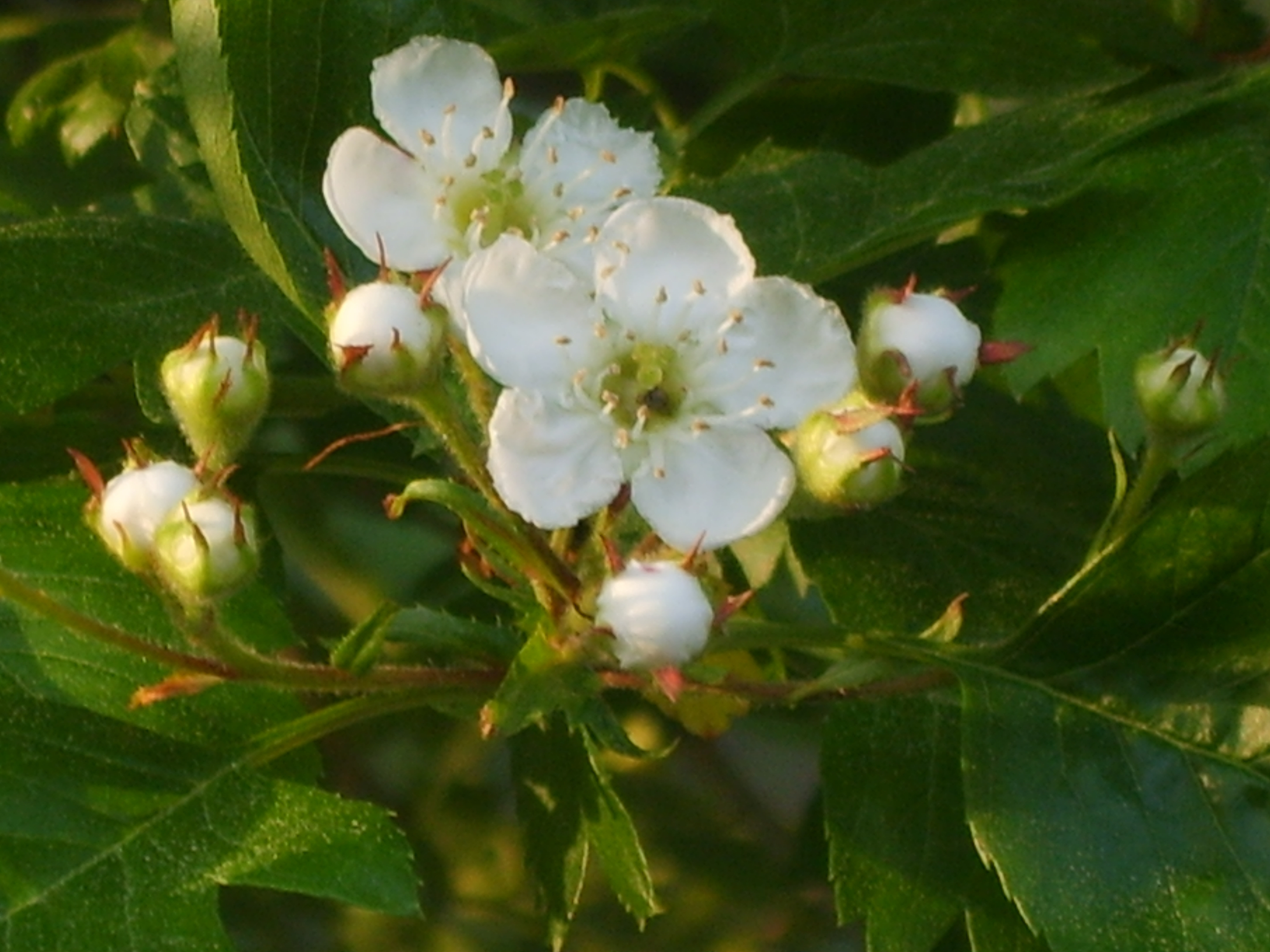
квітки